# Carnaco
Carnaco war ein Längenmaß auf Korfu.
- 1 Carnaco = 5½ Jarde = etwa 480 Zentimeter

Die Jarda entsprach etwa dem Yard.